# Warrant (группа, Германия)
Не путать с американской глэм-метал-группой Warrant
Warrant — немецкая спид/трэш-метал группа, образованная в 1983 и распавшаяся в 1985 году (в 1999 году воссоединилась и дала несколько концертных выступлений). За период своего существования коллектив выпустил одну демозапись, один мини- и два полноформатных альбома.

## История
Музыкальный коллектив Warrant был образован в 1983 году в Дюссельдорфе в следующем составе: Йорг Юрашек — вокал, бас, Томас Кляйн — гитара, Лотар Вейнерс — ударные. На деятельность группы достаточно быстро обратил внимание лейбл Noise Records, который в 1985 году выпустил дебютный EP First Strike. После этого состав группы пополняется вторым гитаристом Оливером Мэйем и в течение всё того же 1985 года выходит полноформатный альбом The Enforcer, который содержал более тяжёлый и близкий к трэш-металу материал. Отыграв на разогреве у Warlock в ходе их германского тура в 1985 году, Warrant испытали множество проблем с менеджментом, что, в конечном счёте, привело к распаду группы.
После распада Мэй и Юрашек сформировали группу Punchline, а Лотар Вейнерс пополнил состав Monroxe. В 1999 году произошло непродолжительное воссоединение участников, что вылилось в несколько фестивальных выступлений. Также специально к этим событиям лейбл Noise Records переиздал на одном CD альбом The Enforcer и EP First Strike, дополнив релиз двумя ранее нереализованными композициями Flame of the Show и When the Sirens Call. В октябре 2014 года после почти 30-летнего перерыва вышел третий студийный альбом Metal Bridge.

## Участники

### Последний известный состав
- Йорг Юрашек (Jörg Juraschek) — вокал, бас
- Оливер Мэй (Oliver May) — гитара
- Arno Verstraten — ударные

### Бывшие участники
- Thomas «Killing Machine» Franke — ударные
- Лотар Вейнерс (Lothar Wieners) — ударные
- Томас Кляйн (Thomas Klein) — гитара

## Дискография
- 1985 — First Strike (EP)
- 1985 — Demo 85 (Demo)
- 1985 — The Enforcer (CD)
- 2010 —  Ready to Command (Compilation)
- 2011 —  Special Edition for W.O.A. (Single)
- 2014 — Metal Bridge (CD)